# Анюй (приток Колымы)
Аню́й — река на Дальнем Востоке России, правый приток Колымы. Протекает по территории Нижнеколымского района Якутии.
Название в переводе с якут. Өньүүй — «река».
Образуется слиянием Большого и Малого Анюев. Длина собственно Анюя — 8 км, площадь бассейна (с учётом бассейнов Большого Анюя и Малого Анюя) — 107 тыс. км². В бассейне свыше 7 тыс. озёр общей площадью 705 км². В верхнем течении соединяется с Колымой протокой Бодягинской. Пойма реки заболочена, где есть множество термокарстовых озёр, соединённых «висками». Приливные подъёмы воды вызывают на Анюе противотечение, окружающие озёра при этом затопляются.
Среднегодовой расход воды ≈ 650 м³/с, скорость течения 0,4 м/с. Питание реки снеговое и дождевое. Продолжительность ледостава до 9 месяцев.
Судоходная и сплавная река. Напротив устья расположен посёлок Нижнеколымск.